# FK Krajina Cazin
FK Krajina Cazin ist ein bosnischer Fußballclub aus Cazin, Bosnien und Herzegowina. 

## Geschichte
Der Verein wurde 1932 gegründet. Er spielte erst nach der Unabhängigkeit Bosnien und Herzegowinas eine Rolle, indem er einer der Gründungsmitglieder der bosnischen Premijer Liga war und in ihr von 1992 bis 1997 spielte. Durch die Emigration in Bosnien verließen viele junge talentierte Fußballer das Land, unter anderem auch Nachwuchstalente von FK Krajina Cazin, was dazu führte, dass man auf Dauer schlechte sportliche Leistungen erbrachte und in seiner schlechten Saison, welche auch zum Abstieg in die Prva Liga FBIH führte gerade einmal 2 von 42 Spielen gewann und insgesamt 149 Gegentore kassierte. 
Heute spielt FK Krajina Cazin im Amateurbereich der dritten Liga Bosnien und Herzegowinas.

## Bekannte Spieler
- Rifet Kapić
- Adis Nurković
- Elvis Mešić
- Vahidin Čahtarević